# Château de Boissy
Ne doit pas être confondu avec Château de Boissy-le-Sec.
Le château de Boissy est situé dans la commune de Taverny, dans le Val-d'Oise, en France.

## Historique
Le château est construit à la fin du XVIIIe siècle sur les plans de l'ingénieur Louis Bruyère pour le compte de son frère Jean.
Acquis par le prince de Condé (1756-1830), celui-ci en fait son pavillon de chasse.
En 1835, le domaine passe au notaire parisien Ferdinand Lefèvre (1778-1836), qui avait été maire de Pantin sous la Restauration. Son fils, Antonin Lefèvre-Pontalis, en hérite et devient maire de Taverny de 1859 à 1865. La famille Lefèvre-Pontalis conserve le château jusqu'en 2016.
Le château et son parc sont classés aux sites protégés du Val-d'Oise depuis le 26 mars 1973.
Il est intégralement, intérieurs et extérieurs classé aux monuments historiques par arrêté du 19 juillet 2021.
La ferme vraisemblablement antérieure au XVIIe siècle, vestige d'un vaste ensemble démoli pour partie à l'occasion de la construction de Bruyère est classée pour facades et toitures.
La niche à chien, seule survivante d'une paire, reprend les codes architecturaux et décoratifs du chateau et  est classée en totalité. 
Une colonne des tuileries est remontée dans le parc.